# Setsoto Stadium
Das Setsoto Stadium (Sesotho/englisch für „Das wundervolle Stadion“ oder auch „Überraschungsstadion“) ist ein Fußballstadion mit Leichtathletikanlage in der lesothischen Hauptstadt Maseru. Es ist das einzige Stadion des Landes. Überwiegend wird es für Fußballspiele, u. a. der lesothischen Fußballnationalmannschaft, genutzt.

## Geschichte
Das Stadion wurde in den 1980er Jahren als National Stadium errichtet. 2002 wurde es umbenannt. Im Oktober 2007 wurde für 5,6 Mio. Maloti ein Kunstrasen verlegt; das Spielfeld ist mit 100 Metern Länge und 50 Metern Breite relativ klein. Von 2008 bis 2010 wurde die Anlage für 150 Mio. Maloti erneuert und am 1. Mai 2010 wiedereröffnet. Es bot bis 2010 etwa 20.000 bis 25.000 Zuschauern Platz. Nach der Renovierung sollte das Stadion 13.900 Sitzplätze bieten.
Die Anlage wird auch für Versammlungen genutzt, etwa die Vereidigung von Premierminister Tom Thabane 2012.